# Julia Thays
Julia Thays Martínez (Lima, 17 de mayo de 1983) es una actriz, dramaturga y directora teatral peruana, que ha desarrollado su carrera artística en películas y obras en su país.

## Biografía
Julia Thays nació el 17 de mayo de 1983 en la capital Lima.[cita requerida] Proveniente de una familia de clase media alta, mostró su interés por el teatro desde temprana edad, en la cual le ha permitido participar en los talleres de Edgar Guillén en 1997. Tras acabar la secundaria, estudió la carrera de arte en la Universidad Nacional Mayor de San Marcos[cita requerida] y   actuación en el Teatro de la Universidad Católica del Perú.
Comenzó su carrera artística a inicios de los años 2000s participando en diferentes obras teatrales de la mano de Mateo Chiarella Viale. Pero no fue hasta el año 2005, cuando asumiría por primera vez el protagónico con la obra infantil El zorrito audaz de la dirección de Alberto Ísola, haciendo su debut de manera oficial como actriz. Previo a ello, participó en la otra producción actoral Chicas católicas.
En el 2011, Thays asumió la dirección del montaje La visitante, donde a la par actuaba y obtuvo la nominación de «Mejor actriz» por parte de los Premios El Oficio Crítico a finales de año, resultando como ganadora. Como directora, fue parte de la elaboración del proyecto Los quince días de Ana y Benjamín. Thays fue protagonista de la ficción Las tocadas, interpretando a Miriam y compartió el rol junto a Stephany Orúe, también exalumna de la TUC. En esa época fundaría su productora Lupuna con su pareja sentimental, el actor y dramaturgo Alberick García.[cita requerida]
Prestó su colaboración con Gonzalo Rodríguez Risco para escribir la obra dramática Luz oscura en 2016, la cual más tarde se estrenó en el Centro Cultural El Olivar de San Isidro asumiendo como directora general y fue protagonizada por los actores Nidia Bermejo, Jesús Neyra y con la participación de García. Por la obra, obtuvo el premio del concurso Sala de Parto un año antes.[cita requerida] Además, Thays fue autora de la otra ficción local Jauría el año 2021, la cual contaría con la presencia de algunos actores del medio local.
Protagonizó con Lucho Cáceres el montaje peruano Esperanza en 2023, interpretando a una madre de familia que planea una reflexión de la vida diaria de la sociedad peruana durante la época del terrorismo en los años 1980s. Previo a ello, participó en el reparto principal de la adaptación de Yerma de Federico García Lorca en 2019 y más tarde, asume el protagónico de la obra de coyunctura política virtual 2021: Violeta y los reptilianos como Violeta Cruz, una maestra de escuela que está cansada de la corrupción en el Perú, la cual Thays volvió a recibir el galardón del Oficio Crítico a «Mejor actriz».
En televisión, Thays fue protagonista de algunos capítulos de las series Solamente milagros (2012) y Derecho de familia (2014), complementando con otros roles en las otras producciones locales Sabrosas (2008), Los Vílchez (2019-2020), Mis tres Marías (2016) y La rosa de Guadalupe Perú (2020).[cita requerida]
Asumió el coprotagónico de la película peruana Todos somos marineros en 2018, en la cual interpretaba a una vendedora de comida y debido a su desempeño en la ficción, recibió el premio de «Mejor actriz de cine» por la Asociación Peruana de Prensa Cinematográfica y su nominación en los Premios Platino como «Mejor interpretación femenina de reparto». Protagonizó el largometraje Tayta Shanti en 2023, donde encarnaría el personaje de Ángela, una madre de familia que acompaña a Angie, quién niega sus raíces ancestrales, y la obra Somos libres.

## Filmografía

### Televisión
| Año       | Título                    | Rol                     | Notas          | Emisión            |
| --------- | ------------------------- | ----------------------- | -------------- | ------------------ |
| 2008      | Sabrosas                  | Kimberly                | Rol secundario | Frecuencia Latina  |
| 2008      | Los Jotitas               |                         | Rol secundario | Frecuencia Latina  |
| 2012      | Conversando con la Luna   |                         | Rol principal  | América Televisión |
| 2012      | Solamente milagros        | Varios roles            | Rol principal  | América Televisión |
| 2014      | Derecho de familia        |                         | Rol principal  | América Televisión |
| 2015      | Pulseras rojas            | Claudia                 | Rol principal  | América Televisión |
| 2016      | Mis tres Marías           | Dora Domínguez          | Rol principal  | América Televisión |
| 2019-2020 | Los Vílchez               |                         | Rol principal  | América Televisión |
| 2020      | La rosa de Guadalupe Perú |                         | Rol principal  | América Televisión |
| 2022      | Maricucha                 | Hilda Chumbe «Nonoy»    | Rol recurrente | América Televisión |
| 2024      | Tu nombre y el mío        | Mercedes «Meche» Chávez | Rol recurrente | América Televisión |

### Cine
| Año  | Título                | Rol                 | Notas             |
| ---- | --------------------- | ------------------- | ----------------- |
| 2018 | Todos somos marineros | Vendedora de comida | Rol coprotagónico |
| 2019 | Rapto                 | Mamá de Martín      | Rol principal     |
| 2020 | Rómulo y Julita       | Susana              | Rol principal     |
| 2020 | 1982                  | Mercedes            | Rol protagónico   |
| 2023 | Tayta Shanti          | Ángela Valdez       | Rol protagónico   |

### Teatro
| Año  | Título                            | Rol              | Notas                      |
| ---- | --------------------------------- | ---------------- | -------------------------- |
| 2005 | Chicas católicas                  |                  | Rol protagónico            |
| 2005 | El zorrito audaz                  |                  | Rol protagónico            |
| 2011 | La visitante                      | Ella misma       | Autora y directora general |
| 2011 | Las tocadas                       | Miriam           | Rol protagónico            |
| 2015 | Los quince días de Ana y Benjamín | Ella misma       | Directora general          |
| 2016 | Luz oscura                        | Ella misma       | Directora general          |
| 2019 | Jauría                            | Ella misma       | Autora teatral             |
| 2019 | Yerma                             |                  | Rol principal              |
| 2019 | Años luz                          |                  | Rol principal              |
| 2019 | Somos libres                      |                  | Rol protagónico            |
| 2019 | Teatro migrante                   | Ella misma       | Autora teatral             |
| 2020 | Sermones                          | Ella misma       | Directora                  |
| 2021 | 2021: Violeta y los reptilianos   | Violeta Cruz     | Rol protagónico            |
| 2022 | Mi muñequita, la farsa            |                  | Rol principal              |
| 2023 | Esperanza                         | Madre de familia | Rol protagónico            |

## Premios y nominaciones
| Año  | Premios                      | Categorías                                | Trabajo                         | Resultado | Ref.             |
| ---- | ---------------------------- | ----------------------------------------- | ------------------------------- | --------- | ---------------- |
| 2011 | Premios El Oficio Crítico    | «Mejor actriz»                            | La visitante                    | Ganadora  | [cita requerida] |
| 2015 | Premios Sala de Reparto      | «Mejor dirección»                         | Luz oscura                      | Ganadora  | [cita requerida] |
| 2018 | Premios Platino              | «Mejor intepretación femenina de reparto» | Todos somos marineros           | Ganadora  | [ 16 ]           |
| 2020 | Premios APRECI               | «Mejor actriz de cine»                    | Todos somos marineros           | Ganadora  | [ 17 ]           |
| 2021 | Premios El Oficio Crítico    | «Mejor actriz de comedia en vivo»         | 2021: Violeta y los reptilianos | Ganadora  | [cita requerida] |
| 2021 | Premios Luces de El Comercio | «Mejor actriz de teatro»                  | 2021: Violeta y los reptilianos | Nominada  | [ 16 ]           |